# Clematis akoensis
Clematis akoensis es una especie de liana de la familia de las ranunculáceas.

## Descripción
Es un bejuco leñoso. Las ramas superficiales ranuradas, glabras. Hojas pinnadas, 5 folioladas, a veces ternadas, glabras, con pecíolo de 4-7 cm, deltoides, cordadas-ovadas, o elípticas en términos generales, de 3.5- 6 x 3 - 4,6  cm, con la base subcordada, truncada, o anchamente cuneada, el ápice agudo, obtuso o emarginado; venas basales ± prominentes abaxialmente.
La inflorescencia es axilar, en cimas, con 1 a 5 flores, con pedúnculo de 1 - 7.5 cm, brácteas pecioladas, elípticas ovadas, o lineal. Flores de 3,5 - 7,5 cm de diámetro. Los frutos son aquenios estrechamente ovados a rómbicos. Fl. noviembre a febrero, fr. diciembre a marzo.

## Distribución
Se encuentra en los márgenes de los bosques, en áreas soleadas, desde el nivel del mar hasta los 800 m s. n. m., en el sur de Taiwán.

## Taxonomía
Clematis akoensis fue descrita por Bunzō Hayata y publicado en Journal of the College of Science, Imperial University of Tokyo 30(1): 13, en el año 1911.
Etimología
Clematis: nombre genérico que proviene del griego klɛmətis. (klématis) "planta que trepa".
akoensis: epíteto
Sinonimia
- Clematis dolichosepala Hayata
- Clematis owatarii Hayata[4]